# Photoplayer
Ein Photoplayer, auch Fotoplayer, ist ein mechanisches Musikinstrument, das in der Stummfilmzeit zur akustischen Untermalung von Filmen im Kino eingesetzt wurde.

## Name
Der Begriff war zunächst eine geschützte Warenbezeichnung der American Photo Player Company. Als Erfinder gelten die Brüder Burt und Harold A. Van Valkenburg aus Minnesota. Er wird jedoch mittlerweile verallgemeinernd für mechanische Musikinstrumente für Kinozwecke verwendet. Der Name Photoplayer setzt sich aus englisch photoplay ‚Stummfilmbegleitmusik‘ und player piano ‚selbstspielendes Klavier‘ zusammen.

## Ausstattung
Wie bei einem Orchestrion ist das Grundinstrument auch beim Photoplayer ein elektrisches (genauer: pneumatisches) Klavier, um das herum weitere Instrumente wie Pfeifenwerke, die Streichinstrumente (z. B. Violinen) imitieren, aber auch Orgelklänge erzeugen können, Schlagzeug und Geräuscheffekte angeordnet sind. Diese werden in Seitenschränken (side chests) links und rechts des Klaviergehäuses untergebracht.
Die zum Filmbegleiten besonders begehrten Geräuscheffekte waren jeweils separat von Hand abrufbar, um sie synchron zum Leinwandgeschehen betätigen zu können, z. B. Autohupen, Lokomotivpfeifen, Vogelstimmen, Haus- bzw. Telefonklingeln u. ä. Das geschah durch Ziehen an Handzügen, die in Amerika cow-tails (Kuhschwänze) genannt wurden. Andere Effekte waren über Pedale zugänglich.
Bei den meisten Fabrikaten konnte das Klavier auch von Hand gespielt werden, bei manchen auch das Pfeifenwerk von einer eigenen, zweiten Klaviatur aus.
Üblicherweise aber wurde der Photoplayer mit Notenrollen, wie sie vom elektrischen Klavier oder dem Orchestrion bekannt sind, gesteuert, die neben der Information für Melodie und Begleitung auch solche über die Orchestrierung, d. h. den Einsatz von Schlag- und Pfeifenwerk, enthalten konnten. Damit ein unterbrechungsfreies Spiel möglich war, wie es das Begleiten abendfüllender Filme erforderte, bekamen Photoplayer zwei Notenrollen-Laufwerke eingebaut. War eine Notenrolle zu Ende gespielt, setzte die zweite ein.
Bei einigen Modellen konnte der Vorführer von seiner Kabine aus über eine Druckknopftafel das Abspielen fernsteuern, aufgrund des doppelt vorhandenen Notenrollen-Mechanismus auch den Stückwechsel.

## Notenrollen
Eigens für die Illustration stummer Filme arrangierte Notenrollen waren dazu erhältlich. So stellte das Unternehmen The Filmmusic Co. of Los Angeles viele Jahre lang Picturolls her, die teilweise von Hand eingespielt waren, viele davon von Künstlern wie Eddie Horton, einem nachmals in Australien und Neuseeland sehr bekannten Organisten. Sie enthielten Stücke von Kinokomponisten wie William Axt, Gaston Borch, Fred Hager, Otto Langey, Ernst Luz, Ernö Rapée oder J. S. Zamecnik und trugen Stimmungsangaben wie „dramatic – agitato“ und Hinweise wie „hurry – chase – comedy“, um dem Bediener des Instrumentes die Auswahl zu erleichtern. Das konnte die Platzanweiserin sein oder der Kartenabreißer. Ein ausgebildeter Pianist war dazu nicht mehr notwendig.

## Geschichte
Der Photoplayer füllte die Lücke zwischen dem bescheidenen „Mann am Klavier“ und den Kinokapellen, die je nach Vermögen des Kinounternehmers zwischen drei und zwanzig Mann stark sein konnten.
Wem eine Kinoorgel zu teuer war, der griff gerne zum erschwinglicheren Photoplayer.
Zwischen 1912 und 1928 wurden etwa 8.000 bis 10.000 Photoplayer fabriziert und verkauft.
Zu den größten Herstellern zählten in den USA außer der American Photo Player Company – dem Namensgeber – noch die Marken Link, Seeburg  und Wurlitzer, die auch Orchestrions und elektrische Klaviere bauten.
Einige Klavierbauanstalten in Deutschland stiegen nach 1912 ebenfalls in das Geschäft mit mechanisch betriebenen Kinoinstrumenten ein, darunter Hupfeld in Leipzig, Philipps in Frankfurt/Main und Welte in Freiburg/Breisgau.
Mit dem Aufkommen des Tonfilms am Ende der 1920er Jahre verschwanden die Photoplayer aus den Lichtspieltheatern.